# Isaac Chirwa
Isaac Chirwa (ur. 24 kwietnia 1952) – ugandyjski hokeista na trawie, uczestnik Letnich Igrzysk Olimpijskich 1972.
Na igrzyskach w Monachium Chirwa reprezentował swój kraj w  dwóch spotkaniach; były to mecze przeciwko ekipom: Meksyku (zwycięstwo Ugandy 4-1) i Malezji (porażka Ugandy 1-3); nie strzelił w nich jednak żadnego gola. W klasyfikacji końcowej, jego drużyna zajęła przedostatnie 15. miejsce, wyprzedzając jedynie reprezentację Meksyku. 